# Tennsjön, Dalarna
Tennsjön är en sjö i Älvdalens kommun i Dalarna och ingår i Dalälvens huvudavrinningsområde. Sjön har en area på 0,289 kvadratkilometer och ligger 592 meter över havet.

## Delavrinningsområde
Tennsjön ingår i det delavrinningsområde (685671-137052) som SMHI kallar för Mynnar i Lisselån. Medelhöjden är 613 meter över havet och ytan är 11,42 kvadratkilometer. Det finns inga avrinningsområden uppströms utan avrinningsområdet är högsta punkten. Lissån som avvattnar avrinningsområdet har biflödesordning 4, vilket innebär att vattnet flödar genom totalt 4 vattendrag innan det når havet efter 453 kilometer. Avrinningsområdet består mestadels av skog (39 procent) och sankmarker (58 procent). Avrinningsområdet har 0,29 kvadratkilometer vattenytor vilket ger det en sjöprocent på 2,5 procent.